# تيمياوين
بلدية من بلديات ولاية برج باجي مختار. ويقطنها شعب الطوارق (كل تماشق) وهي بلدية تقع في منطقة جبلية صحراوية ولها العديد من الضواحي الريفية.

## المناخ
يظهر الجدول التالي التغييرات المناخية على مدار السنة لتيمياوين:
| البيانات المناخية لـتيمياوين      | البيانات المناخية لـتيمياوين | البيانات المناخية لـتيمياوين | البيانات المناخية لـتيمياوين | البيانات المناخية لـتيمياوين | البيانات المناخية لـتيمياوين | البيانات المناخية لـتيمياوين | البيانات المناخية لـتيمياوين | البيانات المناخية لـتيمياوين | البيانات المناخية لـتيمياوين | البيانات المناخية لـتيمياوين | البيانات المناخية لـتيمياوين | البيانات المناخية لـتيمياوين | البيانات المناخية لـتيمياوين |
| الشهر                             | يناير                        | فبراير                       | مارس                         | أبريل                        | مايو                         | يونيو                        | يوليو                        | أغسطس                        | سبتمبر                       | أكتوبر                       | نوفمبر                       | ديسمبر                       | المعدل السنوي                |
| --------------------------------- | ---------------------------- | ---------------------------- | ---------------------------- | ---------------------------- | ---------------------------- | ---------------------------- | ---------------------------- | ---------------------------- | ---------------------------- | ---------------------------- | ---------------------------- | ---------------------------- | ---------------------------- |
| متوسط درجة الحرارة الكبرى °م (°ف) | 27.6 (81.7)                  | 30.4 (86.7)                  | 35.2 (95.4)                  | 38.7 (101.7)                 | 42.2 (108.0)                 | 42.8 (109.0)                 | 42.7 (108.9)                 | 41.2 (106.2)                 | 41.0 (105.8)                 | 38.3 (100.9)                 | 33.2 (91.8)                  | 29.0 (84.2)                  | 36.9 (98.4)                  |
| متوسط درجة الحرارة الصغرى °م (°ف) | 14.4 (57.9)                  | 16.2 (61.2)                  | 20.4 (68.7)                  | 24.6 (76.3)                  | 27.8 (82.0)                  | 29.8 (85.6)                  | 29.2 (84.6)                  | 28.1 (82.6)                  | 28.1 (82.6)                  | 25.5 (77.9)                  | 19.5 (67.1)                  | 15.6 (60.1)                  | 23.3 (73.9)                  |
| المصدر: Storm247                  |                              |                              |                              |                              |                              |                              |                              |                              |                              |                              |                              |                              |                              |